# Pierre Dartout
Pierre François Gabriel Dartout (ur. 9 kwietnia 1954 w Limoges) – francuski urzędnik państwowy, związany także z Monako. W latach 2020–2024 minister stanu Monako.

## Życiorys
Odbył służbę wojskową. Ukończył studia prawnicze na Sciences Po, w latach 1978–1980 kształcił się w École nationale d’administration (w ramach promocji Wolter). Następnie rozpoczął pracę w krajowej służbie cywilnej, zajmując stanowiska szefa misji, biura i gabinetu, następnie subprefekta i prefekta. W 1980 został urzędnikiem cywilnym pierwszej, a w 1985 pierwszej klasy. W 1992 został sekretarzem generalnym departamentu Calvados, a rok później wicedyrektorem gabinetu ministra ds. terytoriów zamorskich Dominique’a Perbe. Następnie zajmował stanowisko prefekta kolejno: Gujany Francuskiej (1995–1997), Pireneje Wschodnie (1998–2000), Drôme (2000–2002), Pireneje Atlantyckie (2002–2004), Var (2004–2007), Dolina Marny (2010–2013), Marny i regionu Szampania-Ardeny (2013–2015), Żyrondy i regionu Akwitania (2015–2017) oraz Delty Rodanu i regionu Prowansja-Alpy-Lazurowe Wybrzeże (2017–2020). Był również m.in. szefem gabinetu przewodniczącego Zgromadzenia Narodowego oraz delegatem ministerialnym.
15 maja 2020 nominowany na funkcję ministra stanu (szefa rządu) przez księcia Alberta II, funkcję objął 1 września 2020, zastępując Serge Telle. Zajmował to stanowisko do 2 września 2024. Jego następcą został Didier Guillaume.

## Odznaczenia
Oficer Legii Honorowej i Orderu Narodowego Zasługi. Komandor Orderu Świętego Karola (Monako).